# La La La (canção)
La La La é uma canção do cantor de Reggae Snoop Lion, lançada em 20 de julho de 2012, como primeiro single promocional para seu decimo segundo álbum de estúdio Reincarnated. A canção foi a primeira gravação oficial do cantor após sua mudança de alcunha de Snoop Dogg para Snoop Lion, sendo a primeira como cantor de Reggae.

## Faixas
| N.º | Título     | Duração |  |
| 1.  | "La La La" | 3:27    |  |

## Vídeo da música
O videoclipe da canção foi dirigido por Eli Roth, e lançado 31 de outubro de 2012.

## Desempenho nas paradas
| Paradas (2012)                                  | Melhor posição |
| ----------------------------------------------- | -------------- |
| Bélgica (Ultratop 50 de Flandres)               | 21             |
| Estados Unidos (Billboard Reggae Digital Songs) | 2              |